# Sri Lanka Ecotourism Foundation
 (juillet 2014).
La Sri Lanka Ecotourism Foundation (abrégée SLEF) est une association nationale du Sri Lanka qui vise à créer un large réseau d'acteurs de l'écotourisme à travers le pays. L'organisation se concentre sur le développement économique et social des communautés rurales via le tourisme. La SLEF incite les communautés locales à prendre part à des projets de tourisme communautaire et de conservation de l'environnement. L'organisation a été fondée en 1998 par Palitha Gurusinghe, qui est également membre permanent de la The International Ecotourism Society (TIES) et un conférencier reconnu dans le secteur de l'écotourisme et du tourisme communautaire.

## Objectifs
La Sri Lanka Ecotourism Foundation utilise le tourisme comme un outil de stimulation du développement économique et social des communautés rurales à travers le Sri Lanka. La fondation a mené des programmes d'éradication de la pauvreté via l'écotourisme et motive les communautés pauvres à s'engager dans des projets d'écotourisme et de conservation de la nature. 
L'objectif majeur de la SLEF est la promotion d'un tourisme durable au Sri Lanka afin de placer ce pays parmi les meilleures destinations écotouristiques d'Asie du Sud. Pour ce faire, la fondation se concentre sur la participation des communautés et du secteur privé, l'amélioration des infrastructures et la coopération régionale.
Selon la SLEF, l'écotourisme pourrait limiter la dégradation environnementale en promouvant la coopération entre les secteurs public et privé au Sri Lanka. L'écotourisme est aussi vu comme un moyen de réduire la pauvreté dans les régions à l'intérêt touristique de l'île ; une occasion de croissance économique, d'augmentation de l'emploi et de conservation de sites naturels et culturels. 

## Projets
La Sri Lanka Ecotourism Foundation mène actuellement différents projets de tourisme communautaire à travers le Sri Lanka. La fondation propose des tours à travers son réseau d'écotourisme via son voyagiste Sri Lanka Ecotours.
La SLEF fait la promotion d'écolodges communautaires et a lancé un projet d'écolodge afin de former ceux qui planifient de construire ce type de logement écologique dans ou à proximité des zones protégées, dans un souci de limitation de l'impact environnemental.  
La SLEF répond aux enjeux du changement climatique en faisant la promotion des énergies renouvelables. La fondation supporte les petites et moyennes entreprises qui adoptent les énergies renouvelables, avec un accent sur l'énergie solaire. Différents types de systèmes d'éclairage solaire, d'équipement et de pièces détachées devraient être rendues disponibles au Sri Lanka par l'association.  
La SLEF propose différents écolabels au Sri Lanka, ainsi que des programmes de certifications pour les petites et moyennes entreprises dans le secteur touristique national. La fondation propose des programmes de formation afin d'éduquer les entreprises du tourisme au camping communautaire, aux énergies renouvelables, à la biodiversité, aux écolodges et projets d'écotourisme communautaire à travers le Sri Lanka.

## Récompenses
La Sri Lanka Ecotourism Foundation a été récompensée par plusieurs prix pour ses efforts dans le tourisme responsable au Sri Lanka.
En 2010, l'association a reçu le prix présidentiel pour "Contribution Exceptionnelle au Tourisme au Sri Lanka", ce qui a permis à la fondation de jouir d'une reconnaissance nationale. 
La SLEF a reçu deux récompenses durant les Sri Lanka Tourism Awards 2012: le Meilleur Modèle de tourisme communautaire, et la meilleure initiative de Recherche d'Ecotourisme, de Formation et d'Éducation. Ainsi, la SLEF est devenue la première organisation Sri Lankaise d'écotourisme à bénéficier d'une telle reconnaissance nationale. Les Sri Lanka Tourism Awards récompensent les organisations et individus pour leurs efforts et contributions au sein de l'industrie touristique Sri Lankaise.